# Projeto Candor
Projeto Candor ou Operação Candor foi uma campanha de relações públicas conduzida pela administração de Dwight D. Eisenhower. A ideia por trás da campanha era informar o público dos EUA sobre os fatos relacionados à corrida armamentista e a análise oficial do governo sobre esses fatos. O objetivo que o governo queria alcançar com o Projeto Candor era ter um público "informado e cuidadoso" que apoiasse as ações necessárias do governo. O projeto estabeleceu uma série de conversas de rádio e TV de 6 minutos em todo o país que seriam realizadas por funcionários da administração. A introdução e a conclusão das conversas seriam feitas pelo Presidente. O planejamento da campanha começou na primavera de 1953.